# 瓦爾特·萊特納 (化學家)
瓦爾特·萊特納（Walter Leitner，1963年2月1日—），德國化學家，馬克斯普朗克化學能轉換研究所 (MPI CEC) 所長，掌管分子催化部門，同時也是亞琛工業大學的教授。

## 經歷
萊特納於 1982 年至 1987 年在雷根斯堡大學學習，並於 1989 年在無機化學研究所獲得博士學位，論文主題是甲酸鹽的選擇性轉移氫化反應。 1990 年，他在牛津大學 Dyson Perrins 有機化學實驗室的 John Michael Brown 工作組完成了博士後工作。 1991 年和 1992 年，萊特納在雷根斯堡大學無機化學研究所從事博士後研究工作。在耶拿弗里德里希席勒大學馬普學會二氧化碳化學工作組（負責人：E. Dinjus）工作了三年（1992-1995 年）。他前往往位於米爾海姆的馬克斯普朗克煤炭研究所擔任有機合成領域工作組組長，並於 1998 年初接任技術管理部門工作。從 2002 年起，他擔任技術化學和石油系主任化學，作為亞琛工業大學威廉·凱姆繼任者。2017 年 10 月 1 日，萊特納被任命為馬克斯普朗克化學能轉換研究所 (MPI CEC) 的主任，並掌管任命為分子催化部門(包含三個研究小組Multifunctional Catalytic Systems (Dr. Alexis Bordet), Organometallic Electrocatalysis (Dr. Nicolas Kaeffer)以及Multiphase Catalysis (PD Dr. Andreas Vorholt)，同時仍擔任亞琛工業大學兼職教授。

## 研究領域
萊特納的科學工作側重於為可持續化學過程（綠色化學）開發催化劑和催化劑技術。重點是分子催化劑作用模式的開發和理解，包括對有機金屬催化機制和結構效應關係的詳細實驗和計算機化學研究。特別關注新材料轉化和催化合成新原料的使用，以及現代反應介質（超臨界流體、離子液體、聚乙二醇 (PEG) 等）在催化過程中的使用。多相催化和催化劑固定化以及分子催化中連續過程的反應概念的發展也是重要的研究興趣。二氧化碳作為化學和能源界面的原材料，以及連續化學過程的綠色溶劑和傳輸介質，伴隨著他的科學生涯。

## 代表著作
- Walter Leitner: Enantioselektive katalytische Transferhydrierung mit Formiaten. Dissertation, Regensburg, 1989
- Walter Leitner: Rhodiumkatalysierte Hydrierung von Kohlendioxid zu Ameisensäure habilitation, Jena, 1995.
- Jessop, Philip G.; Leitner, Walter (编). . Wiley. 8 July 1999. ISBN 978-3-527-29605-7. doi:10.1002/9783527613687.
- Anastas, Paul. . Weinheim: Wiley-VCH. 2009. ISBN 978-3-527-32590-0. OCLC 316146211.
- Zimmerman, Julie B.; Anastas, Paul T.; Erythropel, Hanno C.; Leitner, Walter. . Science (American Association for the Advancement of Science (AAAS)). 24 January 2020, 367 (6476): 397–400. Bibcode:2020Sci...367..397Z. ISSN 0036-8075. PMID 31974246. S2CID 210880073. doi:10.1126/science.aay3060.